# Božidar Maslarić
Božidar Maslarić, hrvaški politik in (rezervni)  general * 10. avgust 1895, † 5. april 1963.

## Življenjepis
Med prvo svetovno vojno je bil podčastnik Vojske Kraljevine Srbije. Leta 1919 se je pridružil KPJ. Čez dve leti je diplomiral na beograjski Filozofski fakulteti.
Med letoma 1922 in 1924 je bil zaprt v Sremski Mitrovici. Leta 1928 je emigriral v Sovjetsko zvezo, kjer je sprva obiskoval Leninovo šolo, nato pa bil predavatelj na Komunistični univerzi narodnih manjšin zahoda. 
Med letoma 1936 in 1939 je sodeloval v španski državljanski vojni in dosegel položaj poveljnika bataljona. Med letoma 1941 in 1944 je bil v Sovjetski zvezi kot podpredsednik Vseslovanskega komiteja.
Leta 1944 se je vrnil v Jugoslavijo. Med letoma 1946 in 1948 je bil predsednik Vseslovanskega komiteja v Beogradu in nato minister ter podpredsednik vlade FNRJ, podpredsednik Izvršnega sveta Hrvaške,...